# Vierhuis (Leeuwarden)
Vierhuis (Fries: Fjouwerhús) is een buurtschap in de gemeente Leeuwarden, in de Nederlandse provincie Friesland. Vierhuis ligt in het noorden van de stad Leeuwarden binnen de bebouwde kom aan de Vierhuisterweg in het Leeuwarderbos.  
De plaats werd in 1450 geschreven als Fyower husym, in 1509 als to fyouwerhusen, in 1509 toe fyouwer husum, in 1522 als Vierhuysum en in 1849 als Het Vierhuis.
De plaatsnaam duidt waarschijnlijk op de buitenplaats 't Vierhuis. Deze ligt aan de buitenplaats aan de Dokkumer Ee en werd in al 1437 vermeld op een oorkonde die verder IIII Hues aangeeft. 
Steden, dorpen en gehuchten: Aegum · Baard · Beers · Britsum · Cornjum · Finkum · Friens · Goutum · Grouw · Hempens · Hijlaard · Hijum · Huins · Idaard · Irnsum · Jellum · Jelsum · Jorwerd · Leeuwarden · Lekkum · Lions · Mantgum · Miedum · Oosterlittens · Oude Leije · Roordahuizum · Snakkerburen · Stiens · Swichum · Teerns · Warstiens · Wartena · Warga · Weidum · Wirdum · Wytgaard

Buurtschappen: Abbengawier · Angwier · Baardburen · Bartlehiem (deels) · Barrahuis · De Hem · Domwier · Fons · Groote Bontekoe · Gotum · Hezens · Horne · Hofland · Hoptille · Marwird · Midsburen · Naarderburen · Noordend · Oude Schouw (deels) · Poelhuizen · Rewerd (deels) · Schillaard · Schrins · Tichelwerk · Tjaard · Tjeintgum · Truurd · Tsienzerburen · Vensterburen · Vierhuis · Vrouwbuurtstermolen (deels) · Wammerd · Wiel · Wieuwens · Wilaard · Zuiderburen · Zuiderend

Voormalige buurtschappen: De Drie Romers · Hoek

Friesland: Steden en dorpen      Nederland: Provincies · Gemeenten